# Krzysztof Paczuski
Krzysztof Janusz Paczuski (ur. 7 maja 1956 w Lublinie, zm. 3 sierpnia 2004 w Warszawie) – polski poeta.

## Życiorys
Urodzony w rodzinie inteligenckiej, jako syn Zdzisława Paczuskiego i Teresy z Keiferowiezów. Ukończył Szkołę Podstawową Nr 8 (1971) i V Liceum Ogólnokształcące im. M. Skłodowskiej-Curie (1975) w Lublinie. W latach 1975–1983 studiował polonistykę w Katolickim Uniwersytecie Lubelskim (magister filologii polskiej).
Uczestnik konkursów literackich dla młodzieży szkolnej. Członek Młodzieżowego Klubu Literackiego przy Wojewódzkim Domu Kultury, następnie Koła Młodych przy lubelskim Oddziale Związku Literatów Polskich. Debiutował w 1974 na łamach Nowego Wyrazu. Pracował w szkolnictwie jako nauczyciel (1982–1992). Od 1993  redaktor kwartalnika literacko-artystycznego Akcent. Uczestniczył w polsko-niemieckim Literatura Festival „wortlust“ 1995 w Lipsku, 1997 w Lublinie, 1997 w Lublinie.
Był mężem Marzeny Paczuskiej. Został pochowany na cmentarzu w Kazimierzu Dolnym.

## Twórczość
- Polonez z różą w gardle, Związek Literatów Polskich. Oddział w Lublinie. Koło Młodych Pisarzy, Lublin 1978
- Czterdzieści cztery sonety, Wydawnictwo Lubelskie, Lublin 1980
- Narodziny światła i inne wiersze, Stowarzyszenie literackie "Kresy", Lublin 1992
- Ballada o duchu Euzebiuszu, (poemat dla młodzieży), Wydawnictwo Szczęśliwe Dzieciństwo, Lublin 1994
- Obłokom Podzwonne, Biblioteka „Akcentu”, Lublin 2002

po niemiecku
- Ostragehege /Dresden, Nr 4 (tł: Dieter Kalka)
- Lubliner Lift/Lubelska winda, ISBN 3-931684-27-X
- Muschelhaufen 2001
- Es ist Zeit, wechsle die Kleider, antologia, Dresden, ISSN 0947-1286
- Portalpolen Po niemiecku na Portalpolen
- Aleksander Rozenfeld i Krzysztof Paczuski podcast

## Nagrody
Krzysztof Paczuski był laureatem nagrody im. Józefa Czechowicza.